# Josep Oriol Mestres
Josep Oriol Mestres i Esplugas (Barcellona, 21 novembre 1815 – Barcellona, 7 luglio 1895) è stato un architetto spagnolo.
Nato a Barcellona in una famiglia di architetti, ha studiato nella Escola de la Llotja per poi spostarsi a Madrid nel 1841 e completare i suoi studi alla Real Academia de Bellas Artes de San Fernando.
Tra le sue opere principali vi sono la realizzazione del primo edificio dell'Eixample, la costruzione del Gran Teatre del Liceu insieme a Miquel Garriga i Roca e la sua successiva ricostruzione dopo l'incendio del 1861.
Nel 1853 progettò il giardino dei Campi Elisi nel Passeig de Gràcia e nel 1855 fu nominato architetto della cattedrale di Barcellona, realizzandone la facciata neogotica.
Ha inoltre scritto delle monografie sulla cattedrale e sul monastero di Pedralbes.